# Tour de Corse 2004
Il Tour de Corse 2004, valevole come Rally di Francia 2004, è stata la 14ª tappa del campionato del mondo rally 2004. Il rally è stato disputato dal 15 al 17 ottobre, ed è stato corso ad Ajaccio in Corsica.
L'estone Markko Märtin si aggiudica la manifestazione distaccando sul podio il francese Sébastien Loeb e lo spagnolo Carlos Sainz.
Con il dodicesimo posto nella graduatoria generale Xavier Pons si aggiudica la vittoria nella classe PWRC.

## Dati della prova
| Rally di Francia 2004               | Rally di Francia 2004                                   |
| ----------------------------------- | ------------------------------------------------------- |
| Denominazione ufficiale             | Rallye de France - Tour de Corse                        |
| Tappa N°                            | 14                                                      |
| Edizione N°                         | 48                                                      |
| Data manifestazione                 | da venerdì 15/10/2005 a domenica 17/10/2005             |
| Paese ospitante                     | Ajaccio (Corsica)                                       |
| Superficie                          | Asfalto                                                 |
| Piloti iscritti                     | 53                                                      |
| Partiti                             | 53                                                      |
| Arrivati                            | 35 (66,0 % )                                            |
| Prove                               | 12                                                      |
| La più breve                        | 24,24 km (PS9 Penitencier Coti Chiavari - Pietra Rossa) |
| La più lunga                        | 40,94 km (PS8 Peri - Bastelica)                         |
| Velocità media minore               | 83,71 km/h (PS7 Vico - Col de Sarzoggiu 2)              |
| Velocità media maggiore             | 103,35 km/h (PS4 Aullene - Arbellara 2)                 |
| Lunghezza complessiva tappe         | 387,80 km (23,7% della distanza totale)                 |
| Lunghezza complessiva trasferimento | 672,92 km                                               |
| Distanza totale                     | 1,060.72 km                                             |

## Risultati

### Classifica
| 48º Tour de Corse - Rallye de France 2004 | 48º Tour de Corse - Rallye de France 2004 | 48º Tour de Corse - Rallye de France 2004 | 48º Tour de Corse - Rallye de France 2004 | 48º Tour de Corse - Rallye de France 2004 | 48º Tour de Corse - Rallye de France 2004 | 48º Tour de Corse - Rallye de France 2004 | 48º Tour de Corse - Rallye de France 2004 |
| Classifica Generale                       | Classifica Generale                       | Classifica Generale                       | Classifica Generale                       | Classifica Generale                       | Classifica Generale                       | Classifica Generale                       | Classifica Generale                       |
| Pos                                       | Pilota                                    | Co-pilota                                 | Auto                                      | Tempo                                     | Distacco                                  | V.media                                   | Punti                                     |
| ----------------------------------------- | ----------------------------------------- | ----------------------------------------- | ----------------------------------------- | ----------------------------------------- | ----------------------------------------- | ----------------------------------------- | ----------------------------------------- |
| 1°                                        | Markko Märtin                             | Michael Park                              | Ford Focus WRC                            | 4: 11: 51.4                               | 0.0                                       | 92.4 km/h                                 | 10                                        |
| 2°                                        | Sébastien Loeb                            | Daniel Elena                              | Citroën Xsara WRC                         | 4: 13: 53.4                               | + 2: 02.0                                 | 91.6 km/h                                 | 8                                         |
| 3°                                        | Carlos Sainz                              | Marc Martí                                | Citroën Xsara WRC                         | 4: 14: 46.7                               | + 2: 55.3                                 | 91.3 km/h                                 | 6                                         |
| 4°                                        | Marcus Grönholm                           | Timo Rautiainen                           | Peugeot 307 WRC                           | 4: 15: 20.5                               | + 3: 29.1                                 | 91.1 km/h                                 | 5                                         |
| 5°                                        | Petter Solberg                            | Phil Mills                                | Subaru Impreza WRC                        | 4: 16: 57.7                               | + 5: 06.3                                 | 90.6 km/h                                 | 4                                         |
| 6°                                        | Stéphane Sarrazin                         | Patrick Pivato                            | Subaru Impreza WRC                        | 4: 19: 00.5                               | + 7: 09.1                                 | 89.8 km/h                                 | 3                                         |
| 7°                                        | Freddy Loix                               | Sven Smeets                               | Peugeot 307 WRC                           | 4: 20: 12.6                               | + 8: 21.2                                 | 89.4 km/h                                 | 2                                         |
| 8°                                        | Armin Schwarz                             | Manfred Hiemer                            | Škoda Fabia WRC                           | 4: 20: 59.7                               | + 9: 08.3                                 | 89.2 km/h                                 | 1                                         |
| PWRC                                      |                                           |                                           |                                           |                                           |                                           |                                           |                                           |
| 1° (12°)                                  | Xavier Pons                               | Oriol Julià                               | Mitsubishi Lancer Evo 7                   | 4: 37: 17.9                               | 0.0                                       | 83.9 km/h                                 | 10                                        |
| 2° (14°)                                  | Niall McShea                              | Michael Orr                               | Subaru Impreza WRX STI                    | 4: 38: 16.7                               | + 58.8                                    | 83.6 km/h                                 | 8                                         |
| 3° (15°)                                  | Alister McRae                             | David Senior                              | Subaru Impreza WRX STI                    | 4: 39: 00.2                               | + 1: 42.3                                 | 83.4 km/h                                 | 6                                         |
| 4° (16°)                                  | Mark Higgins                              | Michael Gibson                            | Subaru Impreza WRX STI                    | 4: 42: 10.7                               | + 4: 52.8                                 | 82.5 km/h                                 | 5                                         |
| 5° (18°)                                  | Fumio Nutahara                            | Satoshi Hayashi                           | Mitsubishi Lancer Evo 8                   | 4: 45: 14.7                               | + 7: 56.8                                 | 81.6 km/h                                 | 4                                         |
| 6° (19°)                                  | Tomasz Kuchar                             | Jakub Gerber                              | Mitsubishi Lancer Evo 7                   | 4: 45: 40.2                               | + 8: 22.3                                 | 81.5 km/h                                 | 3                                         |
| 7° (22°)                                  | Nasser Al-Attiyah                         | Chris Patterson                           | Subaru Impreza WRX STI                    | 4: 49: 24.2                               | + 12: 06.3                                | 80.4 km/h                                 | 2                                         |
| 8° (23°)                                  | Ricardo Triviño                           | Jordi Barrabès                            | Mitsubishi Lancer Evo 8                   | 4: 50: 11.2                               | + 12: 53.3                                | 80.2 km/h                                 | 1                                         |

### Prove speciali
| Giorno                  | Prova | Ora   | Nome                                     | Lunghezza | Vincitore      | Tempo    | V. media   | Leader del rally |
| ----------------------- | ----- | ----- | ---------------------------------------- | --------- | -------------- | -------- | ---------- | ---------------- |
| Frazione 1 (15 ottobre) | PS1   | 09:18 | Ampaza - Col St Eustache 1               | 32,89 km  | François Duval | 21: 43.2 | 90.9 km/h  | François Duval   |
| Frazione 1 (15 ottobre) | PS2   | 10:11 | Aullene - Arbellara 1                    | 27,78 km  | Markko Märtin  | 16: 28.6 | 101.2 km/h | Markko Märtin    |
| Frazione 1 (15 ottobre) | PS3   | 14:32 | Ampaza - Col St Eustache 2               | 32,89 km  | François Duval | 21: 10.3 | 93.2 km/h  | François Duval   |
| Frazione 1 (15 ottobre) | PS4   | 15:25 | Aullène - Arbellara 2                    | 27,78 km  | Sébastien Loeb | 16: 07.7 | 103.3 km/h | François Duval   |
|                         |       |       |                                          |           |                |          |            | François Duval   |
| Frazione 2 (16 ottobre) | PS5   | 09:23 | Vico - Col de Sarzoggiu 1                | 36,24 km  | Markko Märtin  | 25: 49.0 | 84.2 km/h  | Markko Märtin    |
| Frazione 2 (16 ottobre) | PS6   | 11:11 | Peri - Bastelica 1                       | 40,94 km  | Markko Märtin  | 27: 01.6 | 90.9 km/h  | Markko Märtin    |
| Frazione 2 (16 ottobre) | PS7   | 16:02 | Vico - Col de Sarzoggiu 2                | 36,24 km  | François Duval | 25: 58.5 | 83.7 km/h  | Markko Märtin    |
| Frazione 2 (16 ottobre) | PS8   | 16:50 | Peri - Bastelica 2                       | 40,94 km  | Markko Märtin  | 27: 37.0 | 88.9 km/h  | Markko Märtin    |
|                         |       |       |                                          |           |                |          |            | Markko Märtin    |
| Frazione 3 (17 ottobre) | PS9   | 08:30 | Penitencier Coti Chiavari - Pietra Rossa | 24,24 km  | Petter Solberg | 15: 20.7 | 94.8 km/h  | Markko Märtin    |
| Frazione 3 (17 ottobre) | PS10  | 09:16 | Pont de Calzola - Agosta 1               | 31,81 km  | Markko Märtin  | 19: 36.4 | 97.3 km/h  | Markko Märtin    |
| Frazione 3 (17 ottobre) | PS11  | 12:12 | Penitencier Coti Chiavari - Pietra Rossa | 24,24 km  | Markko Märtin  | 15: 00.5 | 96.9 km/h  | Markko Märtin    |
| Frazione 3 (17 ottobre) | PS12  | 12:55 | Pont de Calzola - Agosta 2               | 31,81 km  | Markko Märtin  | 19: 08.0 | 99.8 km/h  | Markko Märtin    |